# یزن
یزن، روستایی از توابع بخش رامند شهرستان بوئین‌زهرا در استان قزوین ایران است.

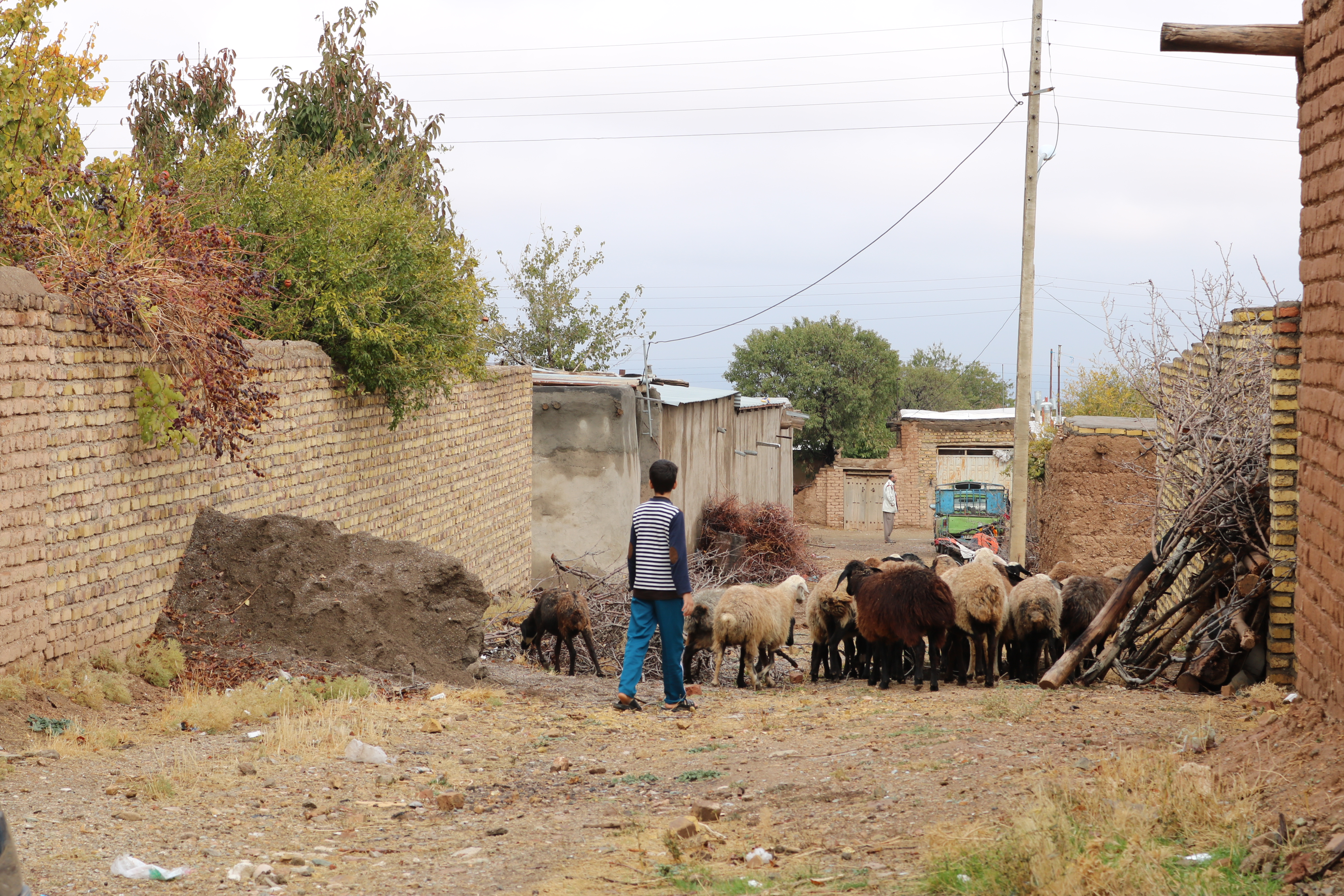
روزی پاییزی در یکی از کوچه های یزن، پس از باران، پسرک چوپان در حال هدایت گوسفندان خود به سمت طویله است.

## جمعیت
این روستا در دهستان رامندجنوبی قرار دارد و براساس سرشماری مرکز آمار ایران در سال ۱۳۸۵، جمعیت آن ۲۲۱ نفر (۵۶خانوار) بوده‌است.

## جاذبه‌های دیدنی
یکی از مهم‌ترین جاذبه‌های دیدنی روستای یزن، قله‌ی رامند است. این قله با ارتفاع ۲۵۶۴ متر از سطح دریا، یکی از مقاصد کوه‌نوردان شهرهای اطراف می‌باشد. از دیگر جاذبه ها می‌توان به قنات یزن و درختان گردوی اطراف آن و بافت زلزله زده‌ی قدیمی این روستا اشاره نمود.

## زلزله‌ی تاریخی ۱۳۴۱
در ساعت ۱۱ شامگاه ۱۰ شهریور ۱۳۴۱، زمین‌لرزه‌ای به بزرگی ۷.۲ ریشتر، شهرستان بوئین‌زهرا را لرزاند. شدت این زمین‌لرزه به حدی بود بود که باعث مرگ بیش از ۱۲ هزار نفر شد. در این زمین‌لرزه بخش‌های فراوانی از روستای یزن نیز فروریخت و با خاک یکسان شد و تقریبا نیمی از ساکنین روستا از دست رفتند.

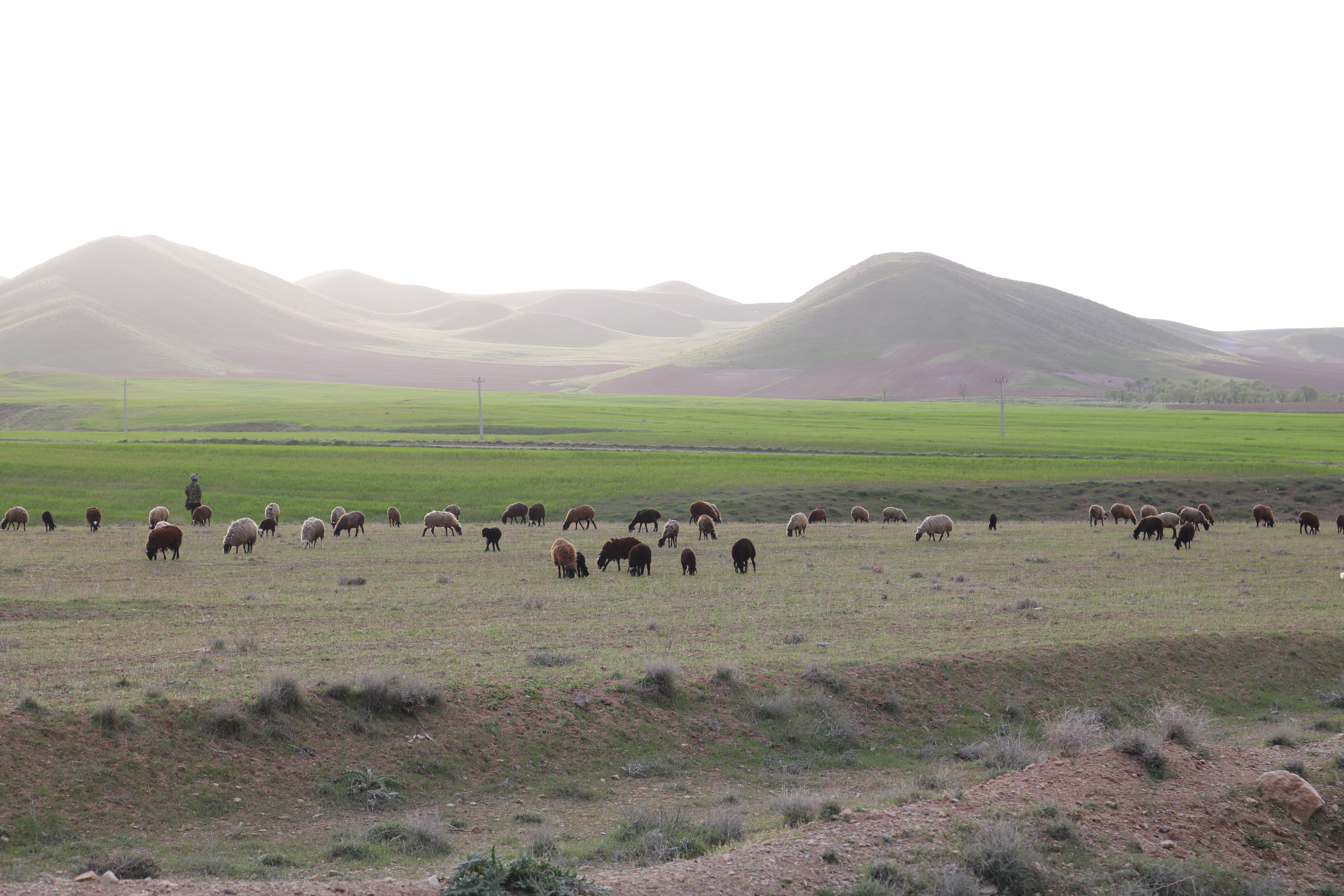
پهنه‌ی سبز دشت، اردیبهشت یزن